# Stevan Bloema
Stevan Bloema (Roodeschool, 27 juli 1993) is een Nederlandse zanger. 
In 2015 bracht Bloema zijn eerste album Nooit verwacht uit, met nummers met een volks karakter. In 2018 bracht hij zijn tweede album Mijn eigen weg uit. De eerste single Of je wint of verliest werd door Radio Continu verkozen tot bliksemschijf. In oktober 2019 vierde Bloema zijn eerste lustrum als zanger met een theatershow in Delfzijl. Bloema stond op meerdere grote evenementen staan als TROS Muziekfeest, Mega Piraten Festijnen waaronder ook in het GelreDome, Het Noorderlijke Muziekfeest Onstwedde, de TT Nacht Assen en hij was openingsact van DelfSail.

## Discografie
Albums
- 2015 - Nooit verwacht (minialbum)
- 2018 - Mijn eigen weg (minialbum)
- 2019 - Dichterbij

Singles
- 2015 - Ik wil vrij zijn
- 2015 - En dan zeg jij
- 2016 - Ik lees het in je ogen
- 2016 - Ik wil leven
- 2017 - Beleef het wonder
- 2017 - Proosten op het leven
- 2017 - Jij jij jij
- 2018 - Het kan gewoon niet waar zijn
- 2018 - Comme ci comme ca
- 2019 - Of je wint of verliest
- 2019 - Mijn held
- 2020 - Dronken
- 2021 - Le la liefde